# Smara
Smara, arabisch السمارة, DMG as-Samāra, auch as-Smara, Semara, ist die Hauptstadt der Provinz Es Semara im Norden der Westsahara. Es ist die einzige größere Stadt im Landesinnern des von Marokko beanspruchten und verwalteten Territoriums. Im antikolonialen Befreiungskampf um 1900 gegründet, wurde Smara zum religiösen Zentrum der Sahrauis und nach der Besetzung durch marokkanische Truppen 1975 in erster Linie zu einem großen Militärlager, dessen Wirtschaftskraft für einen stetigen Bevölkerungszuwachs sorgt. Nach der Volkszählung 2014 lebten 57.035 Einwohner in der Stadt.
Smara heißt nach dieser Stadt auch eines der vier Zeltlager (Wilayas) in der westalgerischen Provinz Tindūf, in die ab 1975 Sahrauis während des Unabhängigkeitskrieges zwischen dem marokkanischen Militär und der Polisario fliehen mussten.

## Lage

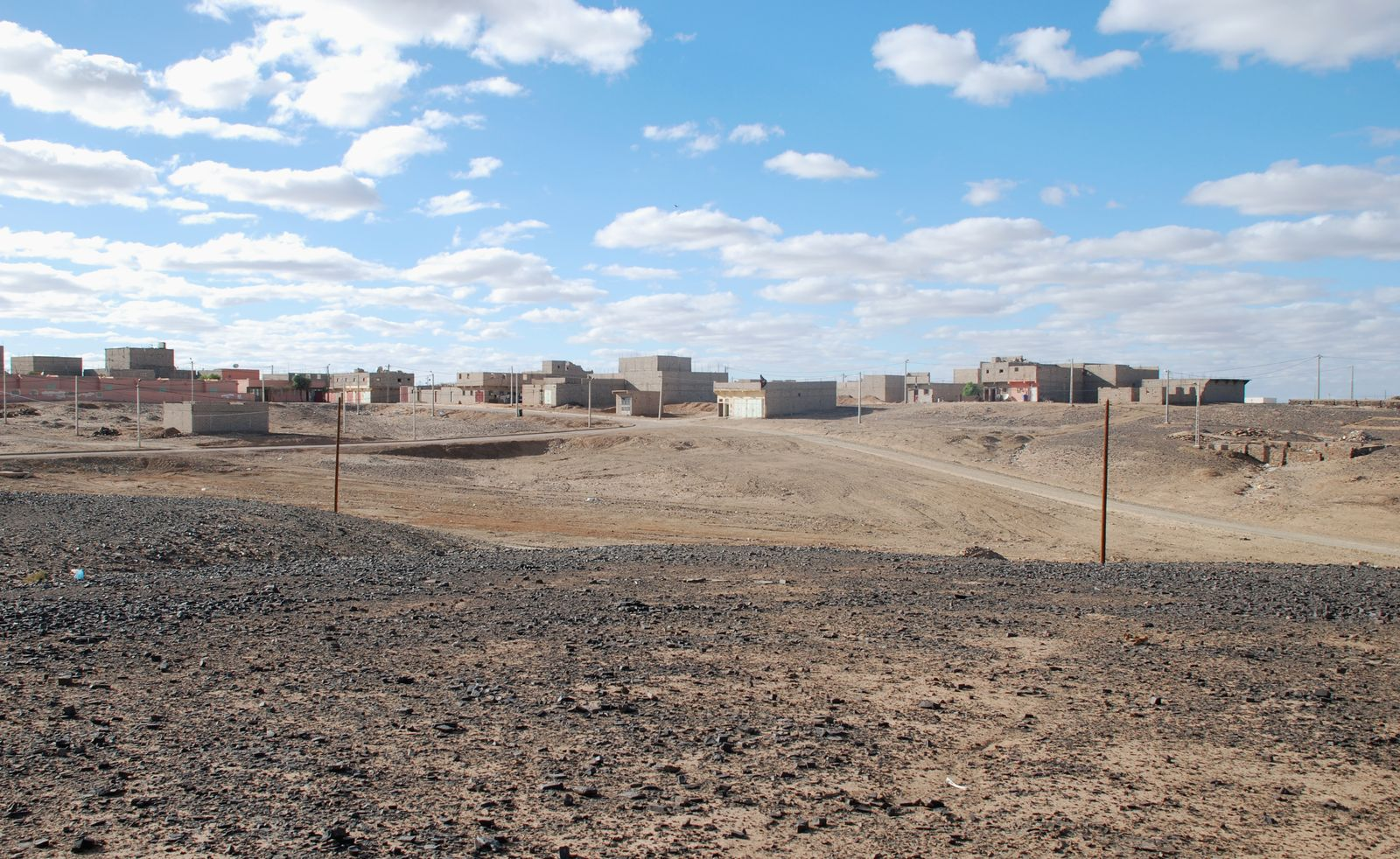
Stadterweiterung nach Nordosten in die umgebende Hammada

Die Umgebung Smaras besteht wie das Land insgesamt aus nahezu vegetationsloser, fester Stein- und Sandwüste mit nur wenigen Stellen, an denen sich bodennahes trinkbares Grundwasser erbohren lässt. Entlang des Saguia el Hamra, eines von Osten nach Westen verlaufenden Wadis, ist an mehreren Stellen Grundwasser vorhanden. Smara liegt im mittleren Bereich dieses Trockentals, acht Kilometer südlich des nur zeitweilig wasserführenden Hauptflusses und etwa 170 Kilometer Luftlinie vor dessen Einmündung in den Atlantik bei El Aaiún entfernt. Der einzige Baum im Trockental um Smara und nur hier vorkommend ist Acacia raddiana, eine Unterart der Schirmakazien (Hassania talkha), der mit seinem vom Wind verdrehten Stamm über mehrere Kilometer zu sehen ist.
Auf der Straße beträgt die Entfernung nach El Aaiún 240 Kilometer und nach Tan-Tan, der nächsten Stadt im Norden auf marokkanischem Staatsgebiet, 245 Kilometer.

## Geschichte
Eine erste Niederlassung war ab 1869 ein Rastplatz an einer Kreuzung von Karawanenrouten zwischen den Oasen im südlichen Marokko und Mauretanien. Es gab hier ausreichend Wasser und Weideland.
Ab 1873 oder 1884 lebte der muslimische Gelehrte Mā al-ʿAinin (1830–1910), der als Partisanenführer die Nomadenstämme im Krieg gegen die französischen Kolonialherren anführte, zeitweilig an dem Ort. Der aus der Kaste der Marabouts stammende Scheich erklärte sich zum Nachfahren von Moulay Idris und erreichte dadurch den obersten religiösen Status der Chorfa-Abstammung (Marokkanisch-Arabisch für Scherif). 1887 erhielt er vom marokkanischen Sultan Hassan I. den Titel eines Kalifen und Waffen für den Befreiungskampf. Spanier waren zu dieser Zeit nur in kleinen Niederlassungen an der Küste präsent. Als die Franzosen begannen, ins Landesinnere vorzudringen, scharten sich ab 1890 viele sahrauische Nomaden um Mā al-ʿAinin. Im Jahr 1895 erklärte dieser den Heiligen Krieg (Dschihad) und zog sich von seinem Stützpunkt östlich von Ad-Dakhla an den strategisch günstigeren, weiter im Landesinneren gelegenen Karawanenstützpunkt zurück. 1898 wurde in seinem Auftrag in Smara mit dem Bau eines Ribāt begonnen. Es war die einzige nicht von Kolonialmächten veranlasste Stadtgründung auf dem Gebiet der Westsahara. Das Geld kam vom Nachfolger des Sultans, dem jungen Abd al-Aziz, auf den Mā al-ʿAinin religiösen Einfluss hatte.

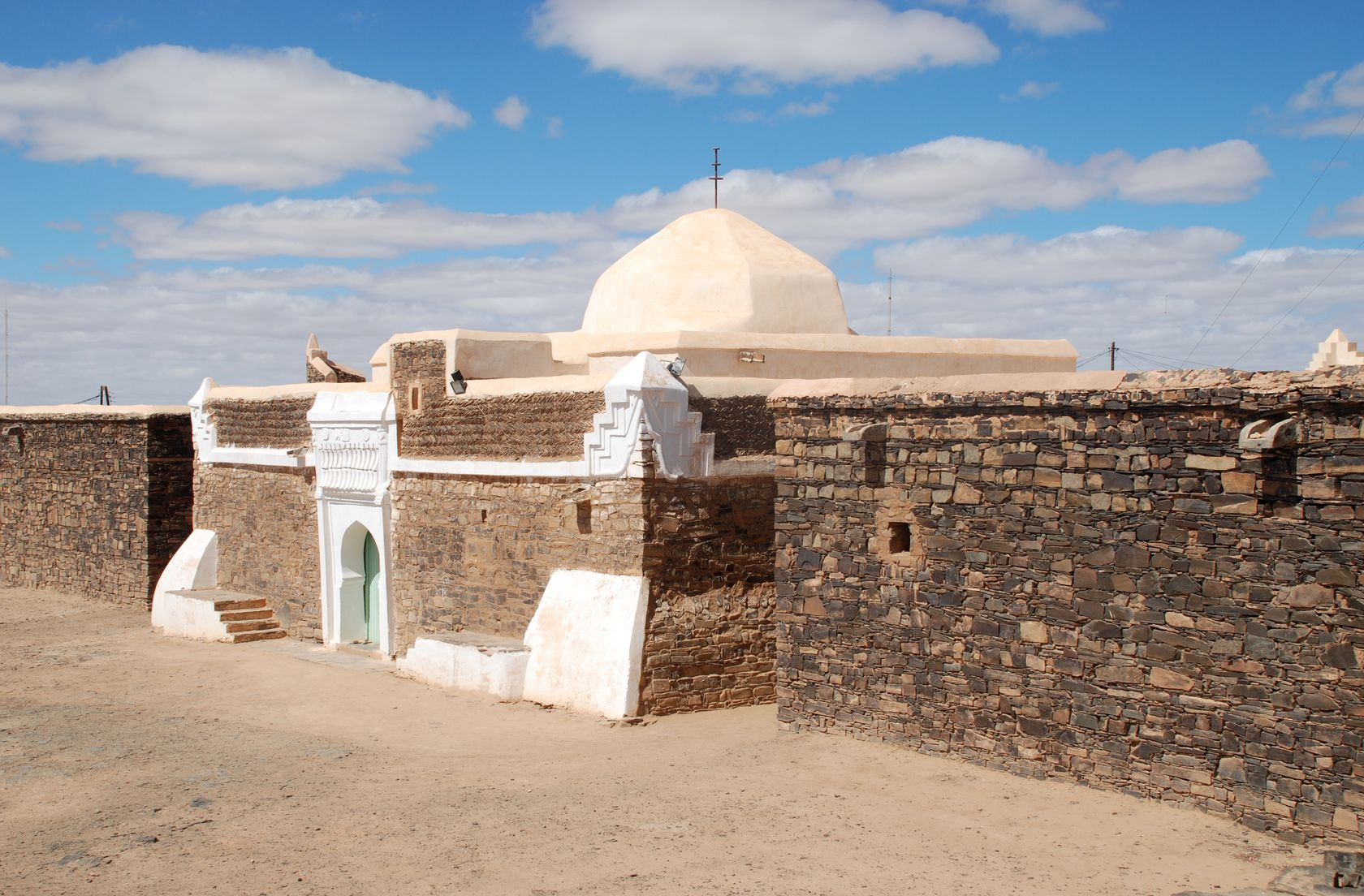
Zawiya des „Blauen Sultans“, Verehrungsort Mā al-ʿAinins, im Zentrum die Qubba

Es entstanden eine aus Naturstein errichtete Festung (Kasbah), darin eine Moschee, eine Zawiya, Palastgebäude und Karawansereien. Zu deren Bau erhielten die mehrere 1000 mitarbeitenden Nomaden Unterstützung durch Handwerker aus Marokko, der mauretanischen Region Adrar und von den Kanarischen Inseln. Das Baumaterial (Holz und Zement) kam ebenfalls aus Marokko, es wurde mit dem Dampfer nach Tarfaya verschifft und mit 1200 Kamelen weitertransportiert. Die Karawane war fünf Tage entlang des Saguia el Hamra unterwegs. Die Architekten stammten aus Marokko und Mauretanien; aus denselben Ländern – dem Wadi Draa und der Adrar-Region – wurden 200 Dattelpalmen hergebracht, für die 50 Brunnen gegraben wurden. Bis 1902 war der Hauptteil der Stadt gebaut.
In der Bibliothek Mā al-ʿAinins wurden unter anderem die etwa 300 Schriften des Scheichs aufbewahrt. Smara entwickelte sich zum kulturellen Zentrum der Sahrauis; aus dieser Zeit lebt die Vorstellung einer „heiligen Stadt“ weiter. Als die militärische Unterlegenheit Mā al-ʿAinins offensichtlich geworden war und 1909 die Unterstützung durch den marokkanischen Sultan ausblieb, erklärte er sich selbst zum gotterwählten Sultan und zog 1910 mit seinem Heer in Richtung Fès. Auf dem Weg wurde er von französischen Truppen vernichtend geschlagen und verstarb noch im selben Jahr. 1913 war die Stadt praktisch verlassen, als sie und mit ihr die Moschee und Bibliothek in einer Exkursion von französischen Truppen unter Colonel Mouret großteils zerstört wurde. Es war die Rache für einen sahrauischen Plünderungszug (ghazzi) gegen die Franzosen. Der Vandalismus an der heiligen Stätte wurde von den Einheimischen als Sakrileg aufgefasst. Den antikolonialen Widerstand führten Mā al-ʿAinins Sohn el-Hiba und andere seiner Nachkommen weiter, die de facto das Land kontrollierten. Gewaltsame „Befriedungsaktionen“ französischer und spanischer Truppen im spanischen Kolonialgebiet ab 1930 führten 1934 zur dauerhaften Besetzung der noch immer verlassenen Stadt. Die Spanier richteten eine Militärbasis und eine Verwaltung ein.
Der erste Europäer, der die für Christen lange verbotene Stadt Smara besuchte, war im Jahr 1930 Michel Vieuchange. Er starb kurz danach an den Folgen seiner entbehrungsreichen Reise.

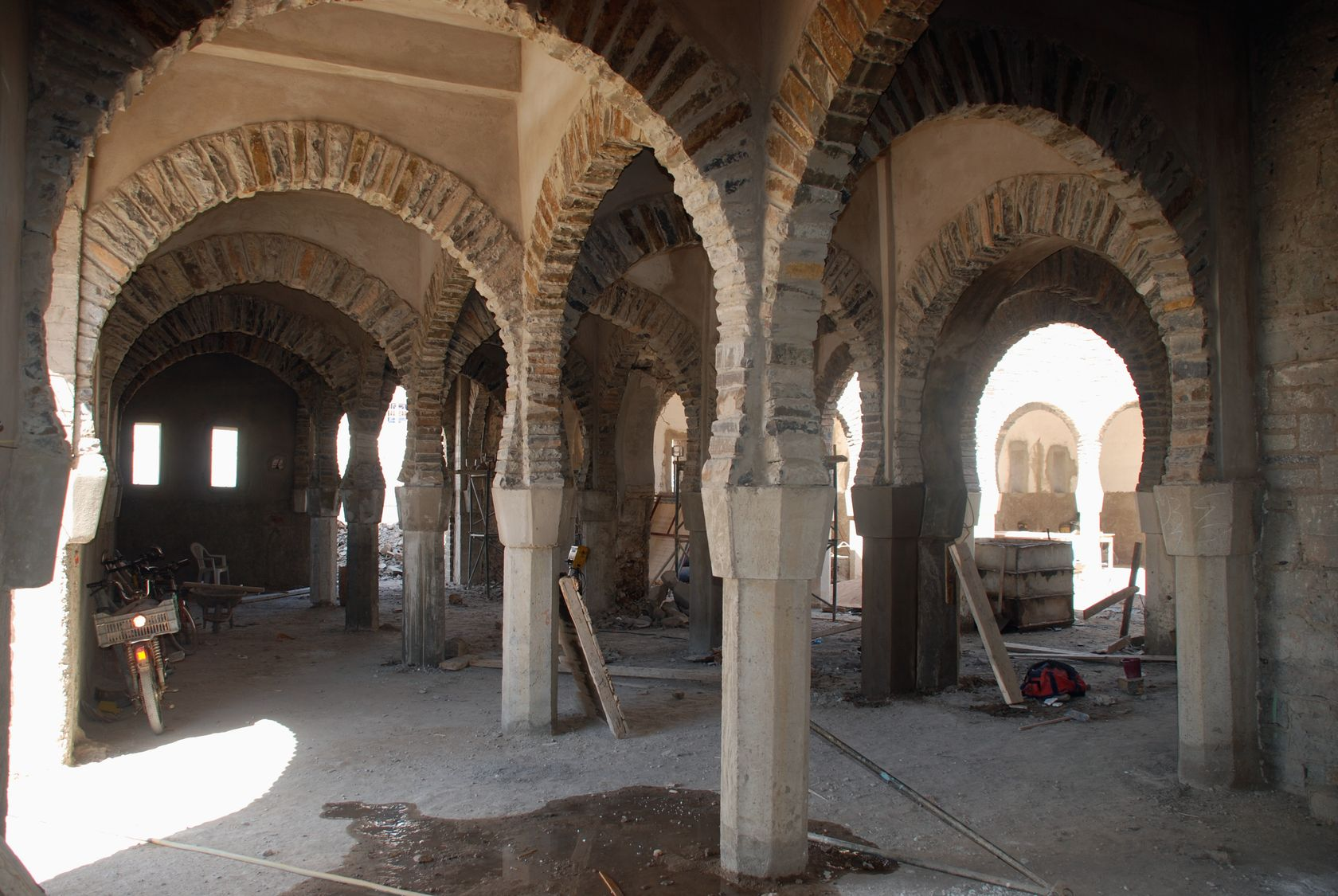
Alte Moschee während der nicht ganz originalgetreuen Restaurierung Ende 2010

Die zerstörten Gebäude wurden später teilweise wieder aufgebaut. 1954 restaurierten die Spanier die Kuppel der zentralen Räumlichkeiten Mā al-ʿAinins. 1957 mussten sich die Spanier aus der Stadt wegen einer wachsenden Bedrohung durch Aufständische der Befreiungsarmee des Südens (ALS) zurückziehen. Im Februar 1958 erfolgte die Wiederbesetzung durch eine französisch-spanische Armee im Zuge der Operation Ouragan. In den 1960er Jahren wurde Smara mit El Aaiún durch eine Asphaltstraße verbunden. Die Einrichtung einer Verwaltung und der Bau von Häusern zog einige Neusiedler an, und bis 1974 war die Stadt nach einer Zählung auf 7295 Einwohner gewachsen, mehr als ad-Dakhla zur selben Zeit aufwies.
Nach dem Madrid-Abkommen, bei dem die Spanier den Rückzug aus ihrer Kolonie erklärten, marschierten am 27. November 1975 marokkanische Truppen in die Stadt ein. Am 14. April 1976 unterzeichneten die marokkanische und mauretanische Regierung eine Vereinbarung, nach der die Westsahara zwischen beiden Ländern geteilt wurde. Smara wurde Hauptstadt einer der drei neuen marokkanischen Provinzen. In Smara gab es große Demonstrationen gegen die marokkanische Präsenz, die meisten Einwohner flohen 1975–1976 in Flüchtlingslager weiter östlich und nach Algerien. Von dort aus leitete die Frente Polisario Angriffe gegen die Stadt, die jedoch unter marokkanischer Kontrolle blieb.
Nur 1979 gelang es den Aufständischen kurzzeitig, die marokkanische Stellung zu erobern. Bei ihrem Überfall am 6. Oktober evakuierte die Polisario etwa 700 Sahrauis und brachte sie in Flüchtlingslager ins algerische Tindouf. Laut Angaben der DARS-Führung am 9. Oktober töteten die Angreifer 1269 marokkanische Soldaten, nahmen 65 gefangen und zerstörten 19 Panzer, 83 Lastkraftwagen und 114 Geländefahrzeuge. Das marokkanische Informationsministerium sprach am 8. Oktober, der Angriff sei fehlgeschlagen, man habe 375 von 5000 Sahrauis getötet. Am nächsten Tag seien durch den Einsatz von Kampfflugzeugen weitere 735 Guerillas umgekommen. Die Zahlen entziehen sich einer unabhängigen Prüfung. Als Resultat bleibt, dass die Polisario sehr gut gerüstet gewesen sein muss, dass der marokkanische Kommandant bei den Gefechten ums Leben kam und dass die Sahrauis mehrere Gefangene, die Marokkaner hingegen keine Gefangenen machten.
Seit Fertigstellung des ersten Marokkanischen Walls 1981, der die Westsahara in einen marokkanisch verwalteten Teil und einen schmalen Wüstenstreifen im Osten unter Kontrolle der Polisario teilt, gab es keine weiteren Angriffe auf Smara. Die wenigen ausländischen Besucher in den 1980er Jahren beschrieben Smara als Garnisonsstadt.
1999 wurde die Einwohnerzahl auf 33.000 geschätzt, die Volkszählung von 2004 ergab 33.910 Einwohner. Nach der Volkszählung von 2014 leben 57.035 Einwohner in der Stadt und 66.014 Einwohner in der Provinz Es Semara.

## Stadtbild
Die Straßen sind nach einem weitgehend planquadratischem Muster angeordnet. Avenue Mohammed V. ist die von Westen nach Osten durch das Zentrum führende Hauptstraße. Sie verläuft am Westrand der Stadt vorbei am größten Militärgelände – erkennbar an langen Reihen rosafarbener Kuppeldächer – nach außerhalb bis zum etwa zwei Kilometer entfernten Flughafen und anfangs parallel zum Flussbett weiter Richtung El Aaiún. Gegenüber dem Militärgelände liegt 200 Meter nördlich die von einer hohen Mauer umgebene alte Zawiya Mā al-ʿAinins, deren Qubba (Verehrungsort/Mausoleum eines Sufi-Heiligen) besonders von Frauen aufgesucht wird.
Die alte Moschee war bis etwa 2008 nur noch als Ruine mit den Außenwänden und Pfeilerumgängen erhalten, seither wird sie vollständig renoviert. Ein rechteckiger Innenhof ist auf allen vier Seiten von einem doppelreihigen Arkadengang (Riwaq) umgeben, dessen Flachdach auf kreuzförmigen Rundbögen über oktogonalen Pfeilern ruht. Dach und Pfeiler der Bogengänge wurden aus Beton neu gefertigt.
Rechtwinklig zur Ave. Mohammed V. führt im Zentrum die Ave. Hassan II. nach Süden. Abends wird diese Straße zur Fußgängerzone und Flaniermeile, die von Ladengeschäften und Nachtmarktständen belebt wird. Richtung Norden endet diese Straße am Busbahnhof und Taxistand. In der Umgebung befinden sich sechs bis acht einfache Hotelunterkünfte sowie Marktgassen, in denen Fleisch und Gemüse angeboten werden. Die Bautätigkeit in den Außenbereichen hängt mit der hohen Zahl von Polizei- und Militärangehörigen zusammen, die sich nicht nur in mehreren Kasernen rings um und in der Stadt aufhalten, sondern auch auf den Straßen allgegenwärtig sind.

## Sonstiges
- Der im Jahr 1980 erschienene Roman Désert von Jean-Marie Gustave Le Clézio spielt teilweise in der Stadt Smara und ihrer Umgebung.